# 假借
假借是汉字学的一个术语，指的是借用某一个已有的汉字，来记录与其音同或音近的词。一个字用来记录与其音同或音近的词，就称之为假借字；与之相对，一个字用来表示本义或其引申义，就称为本字。例如：“高尚”、“崇尚”中的“尚”字是本字，“尚且”中的“尚”字是假借字；“技巧”、“靈巧”、“巧合”中的“巧”字是本字，“巧克力”中的“巧”字是假借字。
东汉许慎在《说文解字叙》中阐发“六书”，假借即为其中之一。不过许慎所说的“假借”的范围更大，包括今人所说的词义引申和广义的假借，这一说法也被部分乾嘉学派学者继承。今人则严格区分这两种现象。
广义的假借包括两种情况：被记录的词有通行的本字，即“本有其字”，这种情况称为通假；被记录的词没有通行的本字，“本无其字”，这种情况就是狭义的假借。两种情况之间的界限有时较为模糊。本条目主要论述狭义的假借。
以下情况常常用假借字来记录：意义较为抽象，难以直接造字的词，如“汝”的本义是一条河，借用表示第二人称代词；聯綿詞，如“犹豫”、“望洋”、“从容”；外来语音译词，尤其是人名、地名，如“比丘”、“沙发”、“加拿大”。

## 字词间的任意性
假借時，借用哪一個音同或音近的字来记录，具有一定的任意性。同一个词，不同文献可能选择不同的字来记录。例如：第二人称代词，可以借“女”或“汝”；限制性副词，可以借“祇”或“只”；遲疑不決的樣子，可以借“猶豫”、“游預”、“猶與”等字；中國古代東海中的島嶼，可以借“琉球”、“流求”、“留仇”、“流虬”等字來記載。
反過來，同一个字，可能在不同文献中记录不同的词。例如“匪”字，本義為竹筐，在“受益匪淺”中被借用表示否定副詞（這個詞也假借“非”字来记录），在《诗经·匪風》中又被借用表示指示代词（这个词也假借“彼”字来记录）。

## 久假不归
假借义长期用某一个字来表示，甚至成为这个字的常用义，这种现象就称为久假不归。在这种情况下，字的本义（含引申义）有可能废弃、消失，也有可能分化出去，另造一字来表示。
| 例字 | 假借义       | 本义（今已废弃）       |    | 例字       | 假借义 | 本义   | 本义分化造字 |
| ---- | ------------ | ---------------------- | -- | ---------- | ------ | ------ | ------------ |
| 南   | 基础方位     | 一种敲击樂器           | 莫 | 否定词     | 黄昏   | 暮     |              |
| 難   | 不容易       | 一种鸟                 | 然 | 虚词、助词 | 燃烧   | 燃     |              |
| 我   | 第一人稱代詞 | 一种鋸子类的工具或兵器 | 斯 | 指示代詞   | 劈裂開 | 撕     |              |
| 雖   | 連詞，表讓步 | 一種爬蟲               | 其 | 虛詞       | 簸箕   | 箕     |              |
| 斤   | 重量單位     | 斧頭                   | 某 | 不定代词   | 梅子   | 梅、楳 |              |
| 焉   | 虛詞         | 一种鸟                 | 止 | 停止、制止 | 脚掌   | 趾     |              |
| 習   | 習慣、學習   | 暴曬                   | 禽 | 鸟兽总称   | 捕获   | 擒     |              |

## 后起本字
一个字本来用假借字表示，后来又为其另造新字。这种后造的本字就称为后起本字。
| 例字       | 本义       | 假借义     | 后起本字 |
| ---------- | ---------- | ---------- | -------- |
| 母         | 母亲       | 否定词     | 毋       |
| 乌         | 乌鸦       | 感叹词     | 呜       |
| 与         | 賜予、給與 | 语气词     | 欤       |
| 胃         | 消化器官   | 告诉、称呼 | 谓       |
| 师         | 军队       | 猫科动物   | 狮       |
| 吴公       |            | 千足虫     | 蜈蚣     |
| 猗傩、阿那 |            | 姿态柔美   | 婀娜     |
部分假借字有后起本字，但后起本字鲜有人使用，仍惯用假借字记录。如“衰”的本义是蓑衣，后来假借表示衰弱，有后起本字“𤸬”，但极少人用。

## 汉字衍生文字
在受汉字影响的其他语言文字体系中，也存在假借的情况。例如，日本汉字中的诸多人名、地名、外来语词，都用假借字记录，如 Himiko、 gomu，这在日语研究中称为“當字”。萬葉假名亦可视为系統化的假借字。方块壮字也常用假借，如“𥱹”的本義是竹筒，假借表示磨子。